# Gastrophryne elegans
Gastrophryne elegans és una espècie de granota que viu a Belize, Guatemala, Hondures i Mèxic.
Està amenaçada d'extinció per la pèrdua del seu hàbitat natural.